# Єлена Тоеррінг-Єттенбаська
Єлена Тоеррінг-Єттенбаська (нім. Helene zu Toerring-Jettenbach, нар. 20 травня 1937) — німецька шляхтянка, донька графа Карла Теодора цу Тоеррінг-Єттенбаха та грецької принцеси Єлизавети, дружина ерцгерцога Австрійського Фердинанда Карла.

## Біографія
Єлена народилась 20 травня 1937 року у замку Вінгерінгу в Баварії. Вона стала другою дитиною і єдиною донькою в родині графа Карла Теодора цу Тоеррінг-Єттенбаха та його дружини Єлизавети Грецької. Дівчинка мала старшого брата Ганса Файта. Своє ім'я вона отримала на честь бабусі Олени Володимирівни, яка стала однією з її хресних батьків. Ще однією хрещеною була Марина Кентська.
Родина жила у Мюнхені. Їм також належали замки Зеєфельд та Вінгерінг. Батько симпатизував нацистам, хоча й не був членом НСДАП. Тож воєнні роки сім'я провела в Баварії, де відчувала себе захищеною. І, дійсно, замок Вінгерінг залишився повністю вцілілим після бомбардувань.
Дівчині було 17, коли померла її матір. Батько вдруге не одружувався.
Наступного року 18-річна Єлена взяла шлюб із давнім другом родини, 37-річним ерцгерцогом Фердинандом Австрійським, що працював у сталеливарній компанії в Рурі. Цивільна церемонія пошлюблення відбулася 6 квітня 1956 у замку Зеєфельд. Вінчання відбулося в каплиці замку 10 квітня. Передвесільний прийом відвідали більш ніж 260 гостей. На релігійній церемонії були присутніми 72 персони, серед яких Марина Кентська, претендент на австрійський престол Отто фон Габсбург, король Італії у вигнанні Умберто II, герцог Альбрехт Баварський та інші представники королівських династій.
У пари народилося троє дітей. Родина жила у різних країнах, оскільки бізнес Фердинанда вимагав періодичних переїздів. Часто вони зупинялися у Лондоні, Мюнхені та Зальцбургу, де жила матір Фердинанда. Також підтримували родинні зв'язки з королем Греції Костянтином II, королевою Іспанії Софією, югославськими та британськими кузенами.
6 серпня 2004 року після тривалої хвороби чоловіка Єлени не стало.

## Родина
Чоловік — Фердинанд Австрійський
Діти:
- Єлизавета (1957—1983) — була одружена із Джеймсом Літчфілдом, дітей не мала;
- Софія (нар.1959) — одружена із князем Маріано Гуго Віндіш-Грецом, має трьох дітей;
- Максиміліан (нар.1961) — одружений із Сарою Майєю Аль-Аскарі, має трьох дітей.